# Степанец, Николай Васильевич
Николай Васильевич Степанец — советский хозяйственный и политический деятель.

## Биография
Родился в 1913 году в селе Екатеринославка. Член КПСС.
Окончил Томский индустриальный институт.
С 1931 года — на хозяйственной, общественной и политической работе.
В 1931—1935 гг. — бухгалтер в Воронежской, Южно-Казахстанской областях, Омске.
В 1941—1949 гг. — мастер, заместитель начальника цеха, начальник цеха, заместитель начальника, начальник отдела рабочего снабжения завода № 166.
В 1949 г. — заведующий Омским горторготделом.
В 1949—1962 гг. — начальник монтажного управления No 1 треста «Сибнефтехиммонтаж», начальник монтажного управления треста No 49, начальник монтажного управления, управляющий СМТ-5.
В 1962—1978 гг. — начальник объединения «Омскстрой»/«Главомскпромстрой».
Делегат XXIV съезда КПСС.
Умер в 1978 году в Омске.

## Деятельность
Под руководством Степанца в Омске построены восемь заводов сборного железобетона, ряд объектов нефтехимии, машиностроения, легкой и пищевой промышленности (Омский НПЗ, заводы синтетического каучука, пластмасс, моющих средств); расширены мощности заводов технического углерода, имени Баранова, шинного, танкового, авиационного, радиозавода; возведены здания Концертного зала Омской филармонии, универмага «Детский мир», цирка, ТЮЗа, СКК «Иртыш», ДК «Химик», ряд объектов социальной инфраструктуры и жилых домов.
Именем Н. В. Степанца названа одна из улиц Омска.